# Törmelék (album)
A Törmelék a Republic dalaiból készült válogatás- és mixalbum 2003-ból. Alcíme: „egyveleg 58 Republic-dalból hat konténerbe gyűjtve” (valójában nyolc „konténerből”, azaz mixből áll, de az utolsó kettő csak a CD-kiadásra került fel).

## Dalok
1. A konténer (Ha itt lennél velem, Gurul a kő, Egyszer egy szép napon, Akarom, hogy mondd, Repül a bálna, Csak a szívemen át, A kés hegyén táncol az élet, 1994, Nagy baj van, hol a szívem, Ó kedves aszkéta, Lassú vonat érkezik)
2. B konténer (Igen, Szeretni valakit valamiért, A Harmadik Háború, Ezt a földet választottam, Igen 2, A Nagy Hajó, Díszítsetek fel)
3. C konténer (Ha itt lennél velem, De jó, hogy élek, Jöhet a bumm bumm bumm, Égi lovakon, Az volna jó – Csak messziről figyelj, Igazi szerelem, Mondd, hogy igen, Zászlók a szélben, Távolban egy fehér vitorla, A legszebb évem, Gyere ültess el, A vonat legutolsó kocsiján)
4. D konténer (Szállj el kismadár, Az ember remekmű, Hozd el azt a napot, Mindig előre, Csak valami más, Éhes és fázik, Az ember remekmű 2, Szállj el kismadár 2)
5. E konténer (Ha itt lennél velem, A szó az első, Kék és narancssárga, Még kedvesem még, Legyen neked karácsony, Ahogy a halak, Jópofa vagyok, Ahová megyek, A tested meghagyom, Utánam srácok, Neked könnyű lehet, Ne sírj kedved, Odaütnél, ha tudnál)
6. F konténer (Ha még egyszer láthatnám, Lángolj és égj el, Gyerek vagyok, Nem volt még soha így, Valahogy másképp történt meg, Ez a tűz most ég, A 67-es út, Varázsolj a szívemmel, Furcsa magasban, Soha nem veszíthetsz el)
7. G konténer
8. H konténer

## Közreműködtek
- Tóth Zoltán – gitár, zongora, ének, vokál
- Patai Tamás – gitár, vokál
- Nagy László Attila – dob, ütőhangszerek, vokál
- Boros Csaba – basszusgitár, vokál
- Cipő – ének, zongora

valamint az eredeti felvételeken közreműködő előadók.

## Toplistás szereplései
Az album a Mahasz Top 40-es eladási listáján három hétig szerepelt, legjobb helyezése 2. volt. A válogatás- és mixlemezek listáján egy alkalommal szerepelt 2. helyen. A 2003-as éves összesített listán eladási darabszám alapján a 88., a chart-pozíciók alapján számított listán a 72. helyen szerepel.